# 中央研究院臺灣史研究所

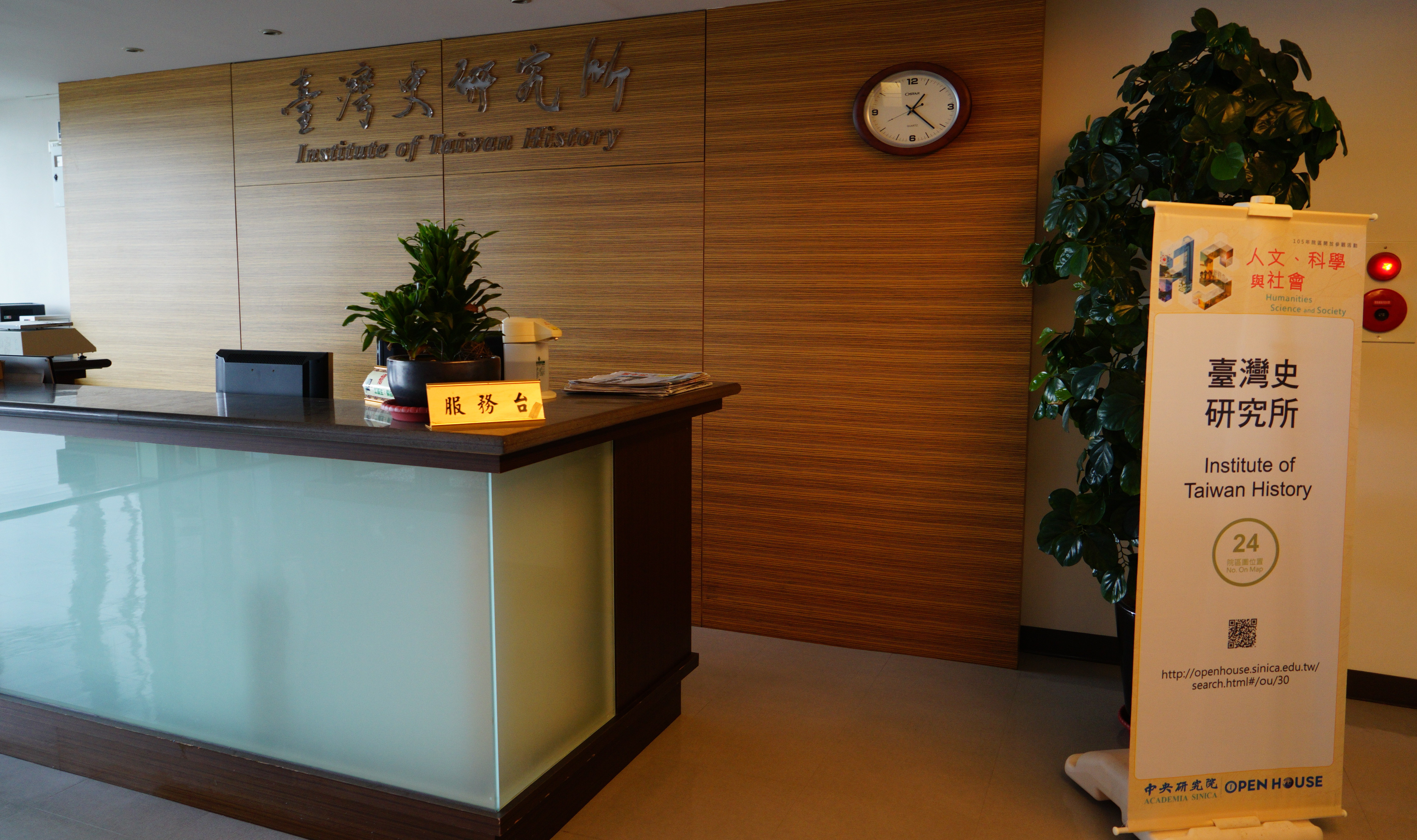
位在中研院人文社會科學館北棟八樓的臺灣史研究所，是臺灣史研究重鎮。

中央研究院臺灣史研究所，簡稱中研院臺史所，是中華民國中央研究院隨中央政府遷至臺灣後成立的研究所之一。

## 簡介
1993年，中研院設立臺灣史研究所籌備處，是臺灣史正式成為歷史學獨立研究領域的里程碑，象徵著本土化政策帶來的機制改變，使臺灣歷史文化重受重視。臺史所的研究涵蓋荷蘭治理時期至戰後時期（臺灣史前時期研究與考古人才資源主要在中央研究院歷史語言研究所），網羅含括歷史學、人類學、地理學、社會學及建築學等不同學科的研究專才。
2004年，臺史所正式成立，是中研院第22個正式的研究所。臺史所現有專任研究人員20人，另有兼任與合聘研究人員及訪問學人等，組成社會經濟史、文化史、環境史、族群史、政治變遷與殖民地史等五個研究群，是最重要的臺灣史研究機構，有助於建構臺灣史的整合與系統化知識。

## 沿革

### 緣起
臺灣史的研究可以說是從連橫的《臺灣通史》開始，後來中央研究院、國立台灣大學與美國耶魯大學合作的濁大計畫，為臺灣研究史上共同合作的實際經驗，這些成果都推動台灣史的研究。臺灣史可以說是中國地方史、漢人移民史中的一部分，但又異於兩者，因此在當代中國史學佔有特殊地位。由於台灣特殊的地理與歷史沿革，台灣史研究內容相當豐富，包含曾經收入明鄭、滿清、日本版圖中所產生的史料，與相對大陸史而言的封閉性，還有島嶼環境的複雜特徵，使研究者需要採取文化生態學觀點，島上土著民族史與漢番關係的研究也與眾不同。由於以上臺灣史的特殊性，有了臺灣史田野研究計劃，以集中臺灣史田野研究工作，以擴充臺灣史材料、刺激中國史學發展，也將臺灣史料在經濟快速發展的時代能被保留。
基於以上前提，此計劃具有以下四個特色：一、注重新史料的蒐集和保存；二、資料蒐集不限於文獻史料；三、以田野工作維蒐集新史料的主要方法；四、開放系統，並建立相呼應的總計劃與分支計劃，期待能結合國內外其他研究機構參與。此計劃於1986年8月開始，計劃期望每年有三到四個具體研究目標，和各種文獻資料的蒐集、臺灣史書目的編製，並在《臺灣史田野研究通訊》中紀錄工作進展，直到1993年，臺灣史田野研究室改制成為臺灣史研究所籌備處為止，共發行了27期。

### 臺灣史田野研究室階段（1986-1993）
1985年，中央研究院院士張光直向中研院提出「台灣史田野研究計劃」，結合院內人文社會科學方面的四個研究所：三民主義研究所、近代史研究所、民族學研究所、歷史語言研究所一起推動，並向行政院國家科學委員會、美國亨利·魯斯基金會申請補助。1988年，設立「臺灣史田野研究室」為執行單位，研究工作日益正規化。隨著臺灣史研究日受重視，臺灣各界亦日益關心，立法院要求中研院早日設立臺灣史研究所。1990年，中研院院長吳大猷指示成立「初步規畫小組」。
1993年，臺灣史田野研究室召集人張光直返國，向院方提出「建議成立『臺灣史研究所』案」；立法院教育委員會蒞院訪問，亦對設所案深表關切。3月27日，中研院第十四屆評議會第六次會議通過「臺灣史研究所設所規畫案」。6月26日，總統府核准設立臺灣史研究所籌備處。

### 臺灣史研究所階段（2004-）
2004年，中研院臺史所正式成立，設有檔案館、口述歷史室及圖書館等。
2013年，臺史所舉辦「慶祝本所成所20週年所慶系列活動」。

## 歷任主管
| 任次                   | 姓名                          | 任期                   | 備註                           |
| 臺灣史田野研究室召集人 | 臺灣史田野研究室召集人        | 臺灣史田野研究室召集人 | 臺灣史田野研究室召集人         |
| ---------------------- | ----------------------------- | ---------------------- | ------------------------------ |
|                        | 張光直（哈佛大學人類學系)     | 1988年－1993年         | 1994年－1996年出任中研院副院長 |
| 籌備處主任             |                               |                        |                                |
| 1                      | 黃富三（國立臺灣大學歷史學系) | 1993年－1998年         |                                |
| 2                      | 劉翠溶（中研院經濟研究所)     | 1998年－2003年         | 2003年－2010年出任中研院副院長 |
| 3                      | 莊英章（中研院民族學研究所)   | 2003年－2004年         |                                |
| 所長                   |                               |                        |                                |
| 1                      | 莊英章                        | 2004年－2005年         |                                |
| 2                      | 許雪姬                        | 2005年－2011年         |                                |
| 3                      | 謝國興                        | 2011年－2017年         |                                |
| 4                      | 許雪姬                        | 2017年－2023年         |                                |
| 5                      | 鍾淑敏                        | 2023年－現任           |                                |

## 學術研究
臺史所學術諮詢委員曾包括：曹永和、杜正勝、李壬癸、李亦園、胡佛、麥朝成等院士，及賴澤涵等臺灣各領域歷史專家。現任學術諮詢委員則有：杜正勝、胡佛、麥朝成、李壬癸、劉翠溶、賴澤涵、莊英章、黃富三、施添褔。
1994年起，臺史所刊行《臺灣史研究》季刊，其保留《臺灣史田野研究通訊》的學術動態、資料介紹與書評等內容，在革新後繼續記錄臺灣史研究成果。
臺史所舉辦的國際學術研討會及出版書籍史料，涵蓋臺灣原住民、臺灣與東南亞/南島語族、臺灣宗教、臺灣農民運動、臺灣民族主義、孤拔、林獻堂、陳澄波、臺灣總督府、臺灣拓殖株式會社、臺籍日本兵、二二八事件、簡吉、賴永祥、蘭大弼、泰源事件、臺灣民主化、國會耆宿、九二一地震等領域。

## 外部連結
- 中央研究院臺灣史研究所（页面存档备份，存于）